# 5059 Saroma
5059 Saroma eller 1988 AF är en asteroid i huvudbältet som upptäcktes den 11 januari 1988 av de båda japanska astronomerna Kazuro Watanabe och Kin Endate vid Kitami-observatoriet. Den är uppkallad efter Saromasjön i Japan.
Asteroiden har en diameter på ungefär 9 kilometer och den tillhör asteroidgruppen Eunomia.